# Corymica exiguinota
Corymica exiguinota là một loài bướm đêm trong họ Geometridae.